# 林維爾 (北卡羅萊納州)
林維爾（英語：Linville）是位於美國北卡羅萊納州埃弗里縣的普查規定居民點。

## 歷史
林維爾的郵局自1888年營運至今。

## 人口
根據2020年美國人口普查的數據，林維爾的面積為4.62平方千米，皆為陸地。當地共有人口283人，而人口密度為每平方千米61.26人。